# Tutui
Tutui is een bestuurslaag in het regentschap Aceh Besar van de provincie Atjeh, Indonesië. Tutui telt 307 inwoners (volkstelling 2010).